# Mănăstirea Topolnița
Mănăstirea Topolnița este o mănăstire ortodoxă din România situată în comuna Izvoru Bârzii, județul Mehedinți.